# 공룡 100만년 (1940년 영화)
공룡 100만년(영어: One Million B.C.)은 1940년에 할 로치 스튜디오에 의해 만들어진 미국의 SF 영화다. 특수 촬영 기법을 사용해 괴수를 다룬 영화로, 당시 문화계에 많은 영향을 주었고, 대중적인 성공을 거두었으며 아카데미상에서는 특수효과 부문, 음악 부문 후보에 올랐다. 1966년에는 영국에서 해당 영화를 리메이크한 영화 공룡 100만년(One Million Years B.C.)이 개봉되었다.

## 줄거리

### 프롤로그
폭풍을 피해 동굴로 피신한 현대인 남녀들이 동굴에서 휴식하고 있었다. 그들은 동굴에서 선사시대를 연구하던 인류학자를 만났고, 학자는 선사시대의 흔적이 남아 있는 동굴 벽화를 갖고 피신한 무리에게 역사 강의를 해준다. 

### 발단
시점은 선사시대로 이동한다. 사냥 무리를 이끌던 부족장과 그의 아들인 주인공, 투막(빅터 머추어)이 있었다. 투막은 트리케라톱스를 씨름으로 사냥했으나 부족의 룰에 의하면, 부족장이 제일 먼저 먹고 그 다음으로 강한 순서의 남자들, 마지막으로 여자와 아이, 노인들이 찌꺼기를 먹는 등 서열에 따라 분배했다. 따라서 부족 구성원들은 항상 불만이 있을 수 밖에 없었고 굶주림에 시달렸다. 견디다 못 한 투막은 아버지인 부족장에게 하극상을 벌이고 싸움을 벌인다. 그러다 동굴 밖으로 쫓겨난 투막은 대형 동물에게 쫓기다 강에 빠지고 만다. 

### 전개
강에 빠졌던 그는 가까스로 다른 부족의 아리따운 여자(캐럴 랜디스)에게 구조된다. 그 부족은 투막이 있던 부족과 달리 작물을 재배하는 법을 알고, 얻은 식량을 공평하게 분배하는 법을 알았다. 모두가 서로를 배려해주고 위해주는 낯선 풍경에 투막은 잠시 어리둥절해한다. 여전히 투막은 보살핌을 받는 와중에도 낯선 부족에 대한 경계심이 많았으나, 어느날 공룡이 오자 여자의 부족 사람들이 벌벌 떨고 숨기만 하자, 사냥에 익숙한 생활을 한 투막은 공룡을 성공적으로 잡는다. 순식간에 경계심 많고 거친 이방인에서 부족을 구한 영웅이 된 투막은 여자의 부족 사람들로부터 인정받았고, 투막도 몰래 훔쳐둔 식량을 공개해서 서로 경계심을 풀며 마음이 누그러진다. 하지만 투막은 다른 이의 탐나는 물건을 빼앗고, 다른 이와 다툼을 벌이자, 바로 여자의 부족 사람들이 투막의 행동에 실망하고 만다. 투막은 탈출하기 위해 여주인공을 인질로 잡고 부족을 빠져나가자 부족은 둘이 떠나는걸 인정해주듯이 잘가라며 손짓을 해준다. 
수 많은 선사시대 괴수들의 위협으로부터 몸을 피하고, 위험한 모험 길을 함께 한 주인공 투막과 여주인공은 어느덧 서로 사랑에 빠지고, 투막의 부족으로 복귀한다. 투막의 아버지인 원래의 부족장은 큰 부상을 입어서 환자의 몸이 된지 오래였다. 그 때문에 가장 강한 투막이 새로운 부족장이 됐다. 식사시간이 됐을 때, 투막은 아버지가 했던 것처럼 식량을 권력 순서로 배분하려고 했으나, 여주인공은 그를 말리고 가장 병약한 투막의 아버지부터 음식을 챙겨드렸다. 그리고 여주인공은 식량을 공평하게 나누고 서로 배려해주며 어려울 때 도와야 한다고 강조했다. 그녀의 노력 덕분에 어느 덧 투막의 부족은 그녀가 있던 부족처럼 작물을 재배해서 식량을 구할 줄 알고, 서로를 배려하고 함께 살아가는 살기좋은 부족으로 변모한다. 이런 모습에 투막의 아버지도 흡족한 표정을 짓는다. 

### 위기
그렇게 평화롭기만 하던 날, 느닷없이 화산이 터지고 천재지변이 터진다. 용암이 쏟아지자, 투막의 자식을 구하기 위해 투막의 여자 형제가 구하러 가지만 용암에 깔려 죽고 만다. 그리고 자식을 구하기 위해 몸을 뛰어든 여주인공도 행방불명이 됐고, 선사시대 괴수가 투막 부족의 동굴을 공격해오기 시작한다. 투막 부족은 괴수와의 싸움에서 고전을 하고 만다. 

### 결말
그 때, 경험이 많은 투막의 아버지가 조언을 해주었고, 투막의 부족은 힘을 합쳐 마침내 괴수를 물리친다. 그리고 여주인공과 아이도 무사히 살아 있었다. 투막과 그들은 같이 걸어가며 끝이 난다.

## 배우
- 빅터 머추어 - 투막 역
- 캐럴 랜디스 - 로아나 역
- 마모 클락 - 누 폰디 역